# Crimes of Passion (альбом Пэт Бенатар)
Crimes of Passion — второй студийный альбом американской певицы Пэт Бенатар, выпущенный в 1980 году на лейбле Chrysalis Records. Продюсировал запись Кит Олсен.

## Отзывы и признание
В рецензии для AllMusic Роб Тикстон написал: «Со своим вторым альбомом Crimes of Passion Пэт Бенатар смогла избежать опасного спада, в немалой степени благодаря песне „Hit Me with Your Best Shot“, которая впоследствии стала самой известной в её карьере. Остальная часть альбома слегка хитовая, с несколькими моментами наполнения. К счастью, Бенатар избегает синтезаторных тенденций начала 80-х и исполняет хард-роковую сессию пауэр-попа из десяти песен, смягченную несколькими балладами для баланса». Дебра Рэй Коэн из Rolling Stone отметила прекрасное оперное сопрано певицы, дающее представление о её реальном потенциале, например, в «Wuthering Heights», однако она использует его в основном для имитации звука рвущегося металла, в то время как её группа превращает бульдозером бит в руины. Также она заявила о бездарно написанных песнях и откровенных излишествах альбома.
За запись альбома Бенатар получила свою первую статуэтку «Грэмми» за лучшее женское вокальное рок-исполнение.

## Список композиций
1. «Treat Me Right» (Пэт Бенатар, Даг Лубан[англ.]) — 3:24
2. «You Better Run[англ.]» (Эдди Бригати[англ.], Феликс Кавальер[англ.]) — 3:02
3. «Never Wanna Leave You» (Пэт Бенатар, Нил Джиральдо[англ.]) — 3:13
4. «Hit Me with Your Best Shot» (Эдди Шварц[англ.]) — 2:51
5. «Hell Is For Children[англ.]» (Пэт Бенатар, Роджер Кэппс, Нил Джиральдо) — 4:48
6. «Little Paradise» (Нил Джиральдо) — 3:32
7. «I’m Gonna Follow You» (Билли Стайнберг[англ.]) — 4:28
8. «Wuthering Heights» (Кейт Буш) — 4:28
9. «Prisoner of Love» (Скотт Сент-Клер Шитс[англ.]) — 3:05
10. «Out-A-Touch» (Пэт Бенатар, Нил Джиральдо, Майрон Громбахер) — 4:16

## Участники записи
- Пэт Бенатар — вокал, бэк-вокал
- Нил Джиральдо[англ.] — соло- и ритм-гитары, клавишные, бэк-вокал
- Скотт Сент-Клер Шитс[англ.] — гитара
- Роджер Кэппс — бас, бэк-вокал
- Майрон Громбахер — барабаны
- Кит Олсен — продюсирование, инженерия
- Крис Минто — инженер
- Джо Хэнш, Грег Фулгинити — мастеринг

Данные взяты из примечаний к альбому.

## Позиции в хит-парадах
| Хит-парад (1980—1981)         | Высшая позиция |
| ----------------------------- | -------------- |
| Австралия (Kent Music Report) | 16             |
| Канада (RPM Top Albums/CDs)   | 2              |
| Новая Зеландия (RMNZ)         | 6              |
| США (Billboard 200)           | 2              |
| Швеция (Sverigetopplistan)    | 27             |

| Хит-парад (1980)                   | Позиция |
| ---------------------------------- | ------- |
| Канада (RPM Top Albums/CDs)        | 25      |
| Хит-парад (1981)                   | Позиция |
| Канада (RPM Top Albums/CDs)        | 29      |
| США (Billboard Top Popular Albums) | 5       |

## Сертификации и продажи
| Регион | Сертификация  | Продажи    |
| --- | ------------- | ---------- |
| Канада (Music Canada) | 5× Платиновый | 500 000^   |
| Новая Зеландия (RMNZ) | Золотой       | 7500^      |
| США (RIAA) | 4× Платиновый | 4 000 000^ |
| Франция (SNEP) | Золотой       | 100 000*   |
| * Данные о продажах приведены только на основе сертификации. ^ Данные о тиражах приведены только на основе сертификации. |               |            |